# Districtul Bouhadjar
Bouhadjar este un district din provincia El Tarf, Algeria.